# Kortvåg
Kortvåg, KV, High Frequency, HF, är radiofrekvenser mellan 3 MHz och 30 MHz, d.v.s. våglängder mellan 100 m och 10 m. 
På svenska används HF (högfrekvens) ibland felaktigt i en annan betydelse – den radiosignal som mottages i antennen oavsett frekvensband, egentligen radiofrekvensen.

## Egenskaper

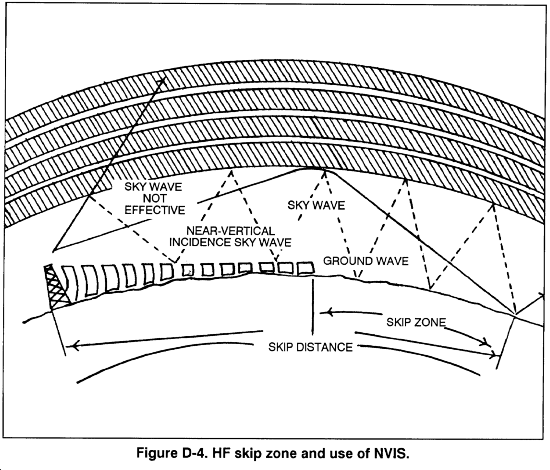
Uppkomst av en död zon (skip zone)

Kortvågssändningar reflekteras av jonosfären och radiovågorna kan studsa mellan jonosfären och marken, vilket leder till hörbarhet över mycket stora avstånd under goda förhållanden. Hörbarheten varierar dock starkt med förhållandena i jonosfären, till exempel med solens aktivitet, årstid och tid på dygnet.
Markvågor, de vågor som rör sig parallellt med jordytan, dämpas relativt snabbt. Utanför räckvidden för markvågen uppstår en död zon (skip zone) fram till den punkt där mottagaren nås av eventuella reflekterade vågor (så kallad rymdvåg, engelska: sky wave), beroende på atmosfärens dämpande samt reflekterande egenskaper för stunden vid den aktuella våglängden. Om förhållanden är gynnsamma kan mottagaren nås av vågor som studsat flera gånger mellan markyta och jonosfär; under speciellt gynnsamma förhållanden jorden runt. Under sådana omständigheter kan en avlägsen station höras via rymdvåg som färdats både den korta vägen och den långa vägen runt jorden samtidigt, vilket skapar ett tydligt eko för lyssnaren när båda signalerna (som färdats olika långt) tas emot i mottagaren.

## Kortvågsrundradio
Många länder i världen sänder rundradioprogram via kortvåg. Sveriges sista kortvågssändare för rundradio fanns strax utanför Hörby. Den användes främst till att sända Sveriges Radio Internationals program. Sändningarna upphörde 31 oktober 2010.

## Flygtrafik
Genom att kortvågssändningar hörs på långt håll används de av fartyg i oceantrafik. Ett antal olika frekvensband med olika anropskanaler används; jonosfärens aktuella egenskaper påverkar hörbarheten olika beroende på frekvensen. Operatören kan därmed välja ett frekvensband som har största sannolikhet att höras av just de stationer som skall nås. Kanalerna har nummer som bildas enligt frekvensbandet och ordningsnumret inom det.
För maritim trafik med oceangående fartyg har i Sverige kustradiostationen Göteborg radio använts, med mottagare i Onsala och sändare i Grimeton och Vallda, alla platserna i Halland. Tidigare sändes telegrammen med telegrafi enligt morsesystemet, men i samband med övergång till sjösäkerhetssystemet GMDSS, så stängdes tjänsten för kortvågstelegrafi den 1 juli 1992. Tjänsten med helautomatisk telex via kortvågsradio, Maritex, stängdes 31 december 2000.

## Privat radio
Kommunikationsradio för privatpersoner enligt LA-, PR27- och CB-radiostandarderna använder kortvåg kring 27 MHz (våglängd ca 11 meter).

## Amatörradio
För amatörradiotrafik (icke-kommersiell trafik för licensierade privatpersoner) används på kortvåg åtta olika frekvensband. Eftersom kortvågsändare kan höras över hela världen styrs frekvenstilldelningen internationellt av International Telecommunication Union (ITU) och dess medlemsstater. Denna spridning av tillgängliga band över hela kortvågen möjliggör experimenterande och utforskande av de olika bandens skiftande radioegenskaper. På samtliga dessa band (utom 10-metersbandet) är bandbredden av utrymmesskäl begränsad till 3 kHz (på 30 meter endast radiotelegrafi med CW och morsealfabetet, och motsvarande smalbandig datatrafik), vilket normalt utesluter trafiksätt såsom smalbandig FM och AM på dessa band. SSB (Single Side Band - enkelt sidband) används enligt konvention normalt på det lägre sidbandet för våglängder längre än 30 meter, och på det övre sidbandet för våglängder kortare än 30 meter.